# Boğazkale
Boğazkale, ehemals Boğazköy, ist Zentrum eines Landkreises in der Provinz Çorum in Zentralanatolien in der Türkei. Der Ort ist 82 km von der Stadt Çorum entfernt. Der heute eher unbedeutende Ort war einst unter dem Namen Ḫattuša (Hattuscha) die Hauptstadt des Hethiterreichs.

## Geografie
Der Kreis liegt im Süden der Provinz zwischen den Kreisen Sungurlu im Westen und Alaca im Osten. Die südliche Grenze bildet der zentrale Landkreis (Merkez) der Provinz Yozgat.

## Geschichte
Der Ort hieß früher Boğazköy (Schluchtdorf), wurde aber später in Boğazkale (Schluchtburg) umbenannt. Seine hethitische Bezeichnung ist Ḫattuša oder Hattuscha. Er war Hauptstadt der Hethiter und ist heute eine bedeutende Ausgrabungsstätte. Die ausgegrabenen und restaurierten Überreste von Ḫattuša und dem dazugehörigen Heiligtum Yazılıkaya sind heute als archäologisches Freilichtmuseum zugänglich und bilden das Zentrum eines historischen Nationalparks. Im Ort befindet sich das Museum Boğazkale mit Funden aus Ḫattuša.
Als einer von bisher 18 Orten in der Türkei wurde Ḫattuša im Jahr 1986 als Nr. 377 in die UNESCO-Liste des Weltkulturerbes aufgenommen.
1967 wurde Boğazkale zu einer Gemeinde (Belediye) erhoben.

## Landkreis
Der Landkreis wurde am 4. Juli 1987 durch Abspaltung des Bucak Boğazkale vom Kreis Sungurlu gebildet. Zur letzten Volkszählung vor der Gebietsänderung (1985) hatte der Bucak 11.252 Einwohner und bestand neben der Hauptstadt (Bucak Merkezi) noch aus 15 Dörfern (Köy).
Der heutige Landkreis besteht neben der Kreisstadt aus 14 Dörfern (Köy) mit durchschnittlich 175 Einwohnern. Das größte Dorf Yekbas hat heute (2020) 854 Einwohner, 1985 waren es noch 2022. Der Landkreis hat mit 14 Einwohnern je Quadratkilometer die zweitniedrigste Bevölkerungsdichte in der Provinz. Die Kreisstadt Boğazkale beherbergt etwa 33 Prozent der Landkreisbevölkerung.